# Herbert Rosenfeld
Herbert Alexander Rosenfeld (1910-1986), diplomado en Medicina en Múnich en 1934, debe emigrar a Gran Bretaña en 1935, donde revalida su diploma. Se forma como psiquiatra y se interesa por el tratamiento psicoanalítico de psicóticos.
Rosenfeld provenía de una familia judía de clase media. Analizado por Melanie Klein, reconocido analista, persigue su trabajo en la esfera de influencia kleiniana, junto a Wilfred Bion, Hanna Segal, etc. Complementa teóricamente al concepto de identificación proyectiva, elabora su concepto de "confusión" y pone las bases de una teoría de un narcisismo destructor, reiterado y desarrollado por André Green. 
Su última obra Callejones sin salida e interpretación, permite superar momentos críticos en pacientes difíciles. Mientras que para ciertos analistas, la reacción terapéutica negativa es un fracaso, Rosenfeld intenta demostrar que estos "callejones sin salida" son momentos que pueden y deberían ser sobrepasados y que no deben servir de pretexto para parar una cura. Esta teoría no remite a una forma de encarnizamiento o terquedad en el analista sino que es preciso que los pacientes revivan y hagan vivir en su analista aquellos callejones sin salida que subjetivamente vivieron en los momentos claves de su desarrollo.

## Algunas publicaciones
- Herbert A. Rosenfeld: Estados Psicoticos, ed. Horme, 1998, ISBN 978-950-618-051-5

- —. Impasse And Interpretation, 1987, Taylor & Francis Ltd, ISBN 0-415-01012-8.

- —. Impasse et interprétation, ed. Presses Universitaires de France, 1990, coll.: Le fil rouge, ISBN 2-13-042561-5